# Maria Antonia Scalera Stellini

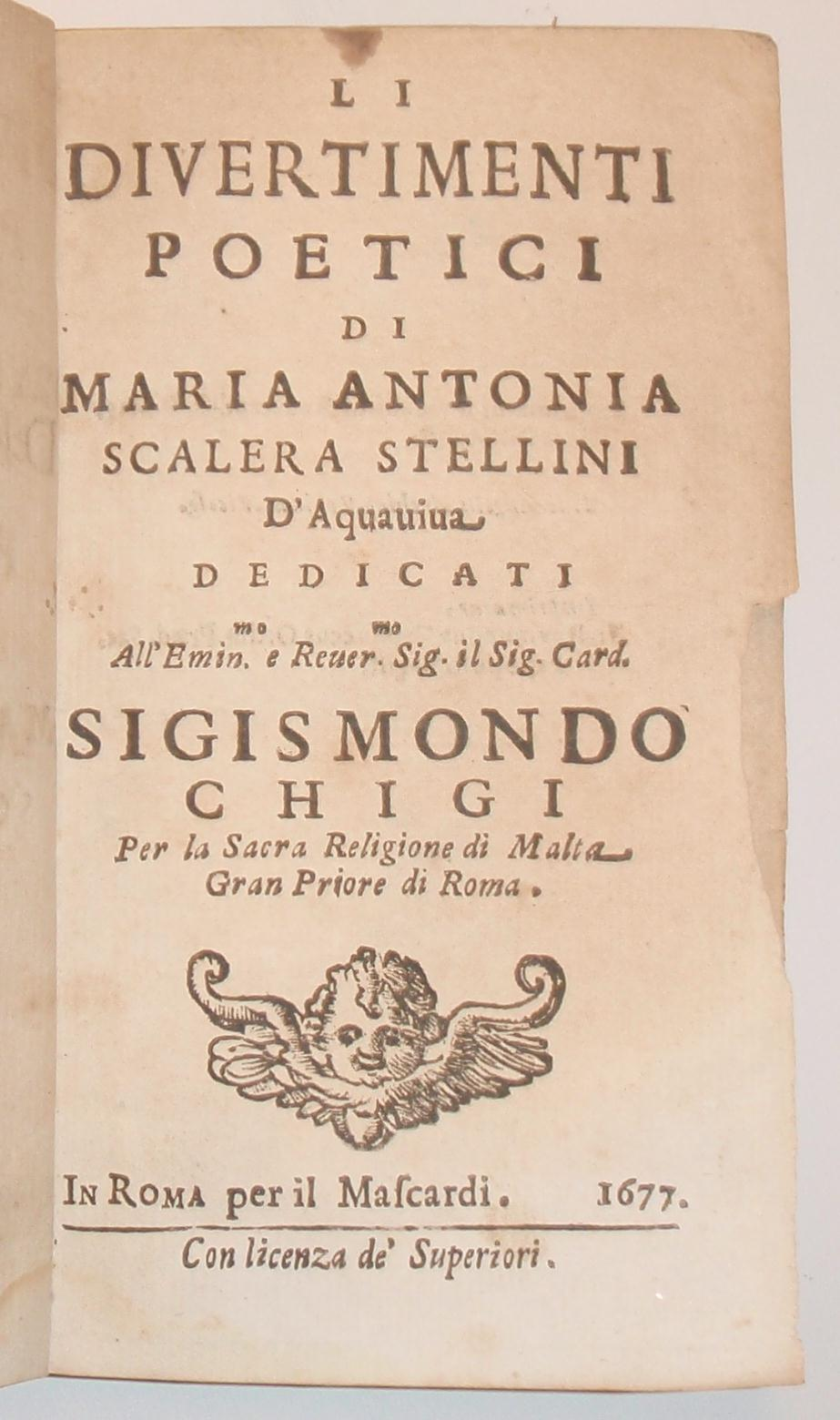
Página de título de la primera edición de Li divertimenti poetici de Maria Antonia Scalera Stellini, impreso en Roma, en 1677.

Maria Antonia Scalera Stellini fue una poeta y dramaturga italiana del siglo XVII.

## Vida
Nacida en una familia modesta en Apulia, en el sur de Italia, Scalera pasó su juventud en un convento. Haciendo caso a los deseos familiares, dejó el convento para casarse, pero pronto quedó sola junto a sus dos hijos, al morir su marido. Se casó con el toscano Silvestro Stellini, un oficial del príncipe Agostino Chigi, un sobrino del papa Alejandro VII, y fue a vivir a sus palacios en Ariccia y Roma. Los trabajos en poesía de Maria lograron que fuera recibida en la Academia de Arcadia el 20 de junio en 1694, donde fue nombrada "Aricia Gnateatide".

## Trabajos
En 1677, en Roma, publica una colección de poemas en dos volúmenes, titulado Li divertimenti poetici, que fueron publicados otra vez en 1706. Scalera también publicó obras de teatro y dramas musicales  La Tirannide abbattuta dal trionfo della fede, Serenata spirituale, La ninfa del Tebro, Il trionfo di sant'Agata y  Il Coraspe redivivo, y este último fue presentado en el teatro de Ariccia, en 1683.